# Guivi Onashvili
Guivi Onashvili –en georgiano, გივი ონაშვილი– (Patardzeuli, URSS, 27 de julio de 1947) es un deportista soviético que compitió en judo.
Participó en los Juegos Olímpicos de Múnich 1972, obteniendo una medalla de bronce en la categoría de +93 kg. Ganó una medalla en el Campeonato Mundial de Judo de 1969, y seis medallas en el Campeonato Europeo de Judo entre los años 1969 y 1976.

## Palmarés internacional
| Juegos Olímpicos   | Juegos Olímpicos          | Juegos Olímpicos  | Juegos Olímpicos |
| Año                | Lugar                     | Medalla           | Categoría        |
| ------------------ | ------------------------- | ----------------- | ---------------- |
| 1972               | Múnich (RFA)              | Medalla de bronce | +93 kg           |
| Campeonato Mundial |                           |                   |                  |
| Año                | Lugar                     | Medalla           | Categoría        |
| 1969               | Ciudad de México (México) | Medalla de bronce | +93 kg           |
| Campeonato Europeo |                           |                   |                  |
| Año                | Lugar                     | Medalla           | Categoría        |
| 1969               | Ostende (Bélgica)         | Medalla de plata  | +93 kg           |
| 1971               | Gotemburgo (Suecia)       | Medalla de bronce | +93 kg           |
| 1972               | Voorburg (Países Bajos)   | Medalla de plata  | +93 kg           |
| 1974               | Londres (Reino Unido)     | Medalla de oro    | +93 kg           |
| 1975               | Lyon (Francia)            | Medalla de oro    | Abierta          |
| 1976               | Kiev (URSS)               | Medalla de plata  | +93 kg           |